# Mouvaux

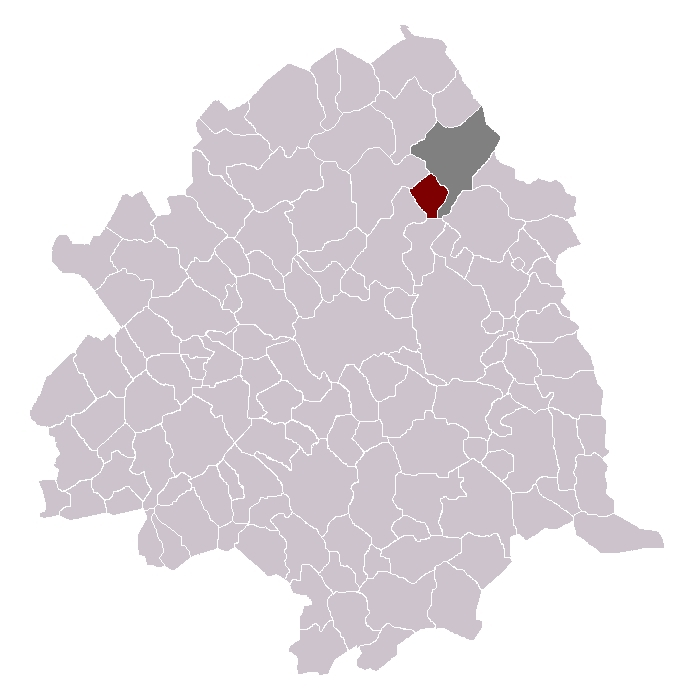
Ubicació de Mouvaux dins del cantó i el districte

Mouvaux és un municipi francès, situat a la regió dels Alts de França, al departament del Nord. L'any 2006 tenia 13.096 habitants. Limita al nord-oest amb Bondues, a l'oest amb Marcq-en-Barœul, a l'est amb Tourcoing i al sud amb Wasquehal.

## Demografia
| Evolució de la població |       |       |       |       |       |       |       |       |
| 1793                    | 1800  | 1806  | 1821  | 1831  | 1836  | 1841  | 1846  | 1851  |
| 1 480                   | 1 361 | 1 374 | 1 710 | 1 919 | 1 954 | 2 045 | 2 149 | 2 233 |

| 1856  | 1861  | 1866  | 1872  | 1876  | 1881  | 1886  | 1891  | 1896  |
| ----- | ----- | ----- | ----- | ----- | ----- | ----- | ----- | ----- |
| 2 289 | 2 583 | 2 926 | 2 979 | 3 369 | 3 678 | 3 954 | 4 903 | 5 786 |

| 1901  | 1906  | 1911  | 1921  | 1926  | 1931  | 1936   | 1946  | 1954   |
| ----- | ----- | ----- | ----- | ----- | ----- | ------ | ----- | ------ |
| 6 660 | 7 506 | 8 146 | 8 392 | 8 639 | 9 488 | 10 068 | 8 964 | 10 757 |

| 1962   | 1968   | 1975   | 1982   | 1990   | 1999   | 2006 | 2011 | 2016 |
| ------ | ------ | ------ | ------ | ------ | ------ | ---- | ---- | ---- |
| 11 140 | 11 247 | 10 724 | 12 631 | 13 566 | 13 177 | -    | -    | -    |

| 2019 | - | - | - | - | - | - | - | - |
| ---- | - | - | - | - | - | - | - | - |
| -    | - | - | - | - | - | - | - | - |

## Administració
| Període   | Identitat     | Partit |
| --------- | ------------- | ------ |
| 2001-2008 | Patrick Balay | UMP    |
| 2008-     | Éric Durand   | UMP    |

## Agermanaments
- Halle (Flandes)
- Neukirchen-Vluyn
- Buckingham (Anglaterra)